# 園井恵子
園井 恵子（そのい けいこ、1913年〈大正2年〉8月6日 - 1945年〈昭和20年〉8月21日）は、日本の女優。
岩手県出身、1930年に宝塚少女歌劇（宝塚歌劇団）入団。高い演技力をもつ名バイプレーヤーとして知られた。1942年に宝塚を退団、新劇の劇団「苦楽座」に籍を移し、翌年出演した映画『無法松の一生』における吉岡夫人役で名声を博す。1945年8月6日、所属していた移動劇団「桜隊」が当時活動の拠点としていた広島市で原子爆弾投下に遭い、同月21日に原爆症（放射線障害）のため32歳で死去した。本名：袴田 トミ（はかまだ トミ）。

## 経歴

### 生い立ち

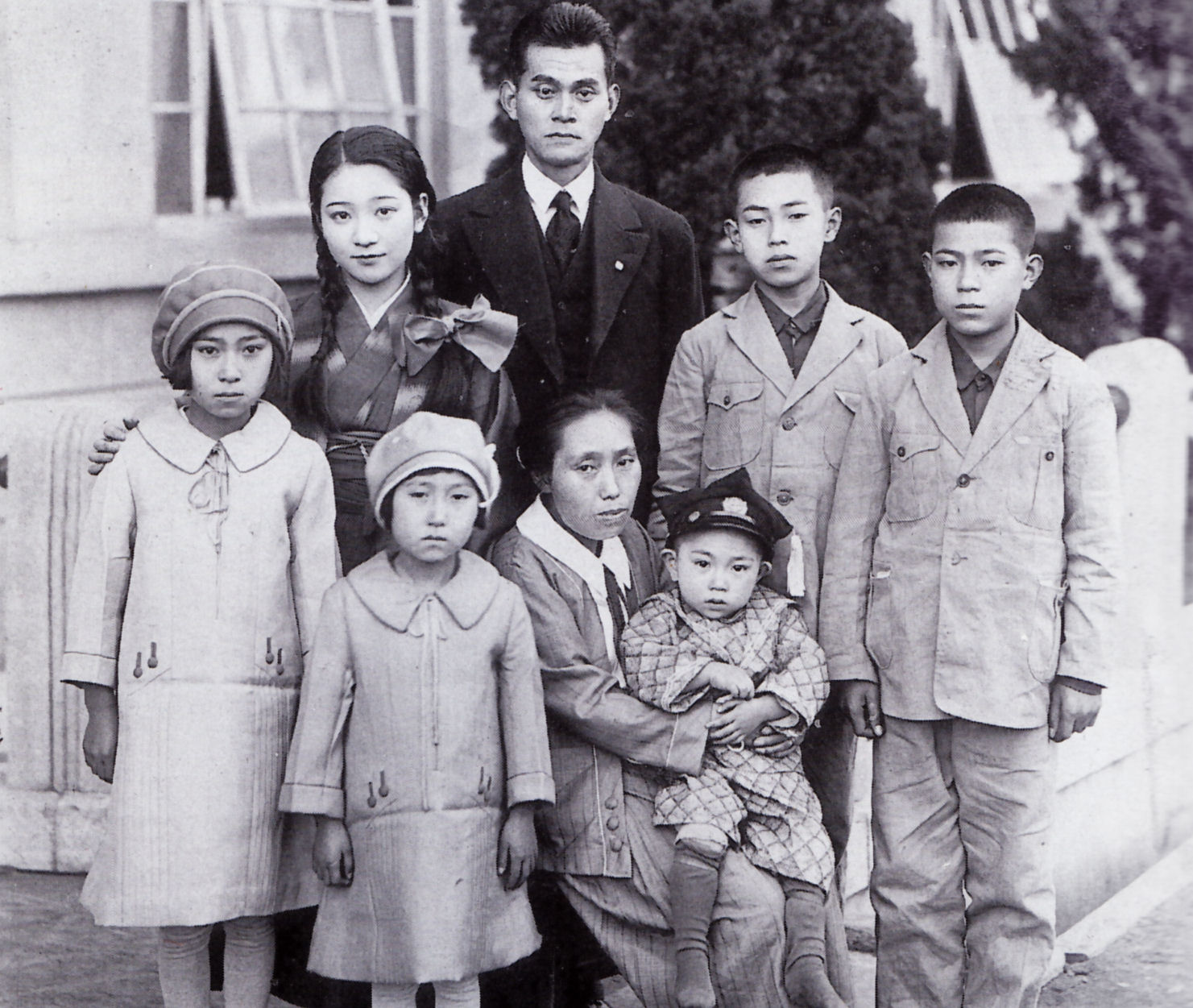
1931年、多助一家と。

1913年、岩手県岩手郡松尾村（現・八幡平市松尾）に、袴田清吉、カメ夫妻の長女として生まれる。出生名は袴田トミ。実家は菓子の製造販売業を営み、祖父・政緒は松尾村の初代村長を務めた人物であった。翌年、政緒の死去に伴い一家はそれぞれ菓子舗として独立、トミは両親と共に同郡川口村（現・同郡岩手町川口）に移った。以後しばらく同地で育つが、岩手女子師範附属小学校高等科への進学に伴い、盛岡市の叔父・袴田多助宅に身を寄せる。さらに叔父一家が北海道小樽市に移転すると、トミもこれに付き従い、1927年に小樽高等女学校に入学した。
なお、戸籍上の本名は「トミ」だが、幼少のころ、歌舞伎の演目『切られ与三』の「いやさ、お富」という台詞で散々からかわれたことに辟易し、「英子（ひでこ）」という通称を名乗り、宝塚在団中は専らこの通称の方が知られた。さらに後には「真代（まさよ）」を名乗っており、死去4日前に書かれた最後の手紙も「真代」という署名で締められている。

### 宝塚音楽歌劇学校へ
小学校3年生のとき少女雑誌により宝塚歌劇の存在を知り、小学校卒業のころにはすでに入団を志望していたが、当時は叶えることができなかった。その後、小樽ではじめて「宝塚少女歌劇の姉妹座とかいう劇団」による「少女歌劇らしいもの」を観劇し、古本屋で宝塚歌劇の機関誌『歌劇』を見つけては熟読していた。小樽高女は2年次1学期末の1928年7月をもって中退し、川口村の両親のもとへ戻ったが、のちに両親と親戚の反対を押し切って宝塚音楽歌劇学校受験のため単身大阪へ赴き入学を果たす。当時、正規の入学試験はすでに終了し入学式も済んでおり、特別試験を経て入学が認められ、音楽歌劇学校予科へ編入された。姓の「袴田」から「ハカマ」という愛称で呼ばれ、寮で同室だった桜緋紗子や社敬子とは特に親しい間柄となった。予科時代は平凡な存在だったという評がある一方、当時本科生だった冨士野高嶺によれば、「しっかりしている」という評判のあった予科生の中で、神代錦（1948-1951年星組トップスター）、桜緋紗子らとともに、ひときわ目立つ存在だったともいう。

#### 新劇の道の伏線
ただ、宝塚が一直線な夢の成就であるような上述の説明とは異なり、本当の宿願は新劇を演じることだとも説明されている。これによれば、園井は高女時代に、築地小劇場が小樽を訪れた際に観劇しており、それ以来、新劇を演じることが願望となった。しかし、新劇の道は経済的な理由で選択することができなかったので、宝塚への入学を決めたという。宝塚では予科生の10円（あるいは15円）の給料の大部分を仕送りしていた。
築地小劇場には丸山定夫もいたが、後年、丸山の一座のもとで園井恵子はじっさい新劇女優となった。

### 宝塚歌劇団在籍時代
| 『アルルの女』（1934年）。母子を演じた葦原邦子と。 |  | 男役姿。『愛国大学生』シモン役（1939年）。 |
| 『アルルの女』（1934年）。母子を演じた葦原邦子と。 |  | 男役姿。『愛国大学生』シモン役（1939年）。 |

翌1930年、音楽学校本科生となり、劇団第19期生として花組に編入。当時の芸名は「笠縫清乃」であった。同年4月から上演されたレビュー『春のをどり』で初舞台を踏み、同年12月から芸名を「園井恵子」と改めた。
1931年3月末に宝塚音楽学校を卒業し、月組配属となる。8月、白井鐵造作『ジャックと豆の木』初日において、母親役の高千穂峯子が突然倒れたことにより、予定のなかった園井が急遽代役として出演。30分で台詞を覚えて演じきり、好評を博した。10月には『ライラック・タイム』に門番婆さん役を好演し、宝塚歌劇創始者・小林一三から「今年最大の収穫」と賞賛された。以後役付きが良くなっていき、喜劇的な役どころを中心に、奥方役、老婆役など、できない役はないというほど多彩な芸を持つ名バイプレーヤーとして地歩を固めていった。親しかった桜緋紗子、社敬子、葦原邦子はいずれも、園井の好演作として主人公の母親「ローズ」役を演じた『アルルの女』（1934年）を挙げている。この作品は当時大ヒットを記録し、後に全国に宝塚劇場が開場するたびにこけら落とし作品として選ばれた。
1938年からは新規に設立された宝塚映画にも出演。時局悪化で閉鎖される1941年までに『軍國女學生』、『山と少女』、『雪割草』、『南十字星』などの作品に出演した。

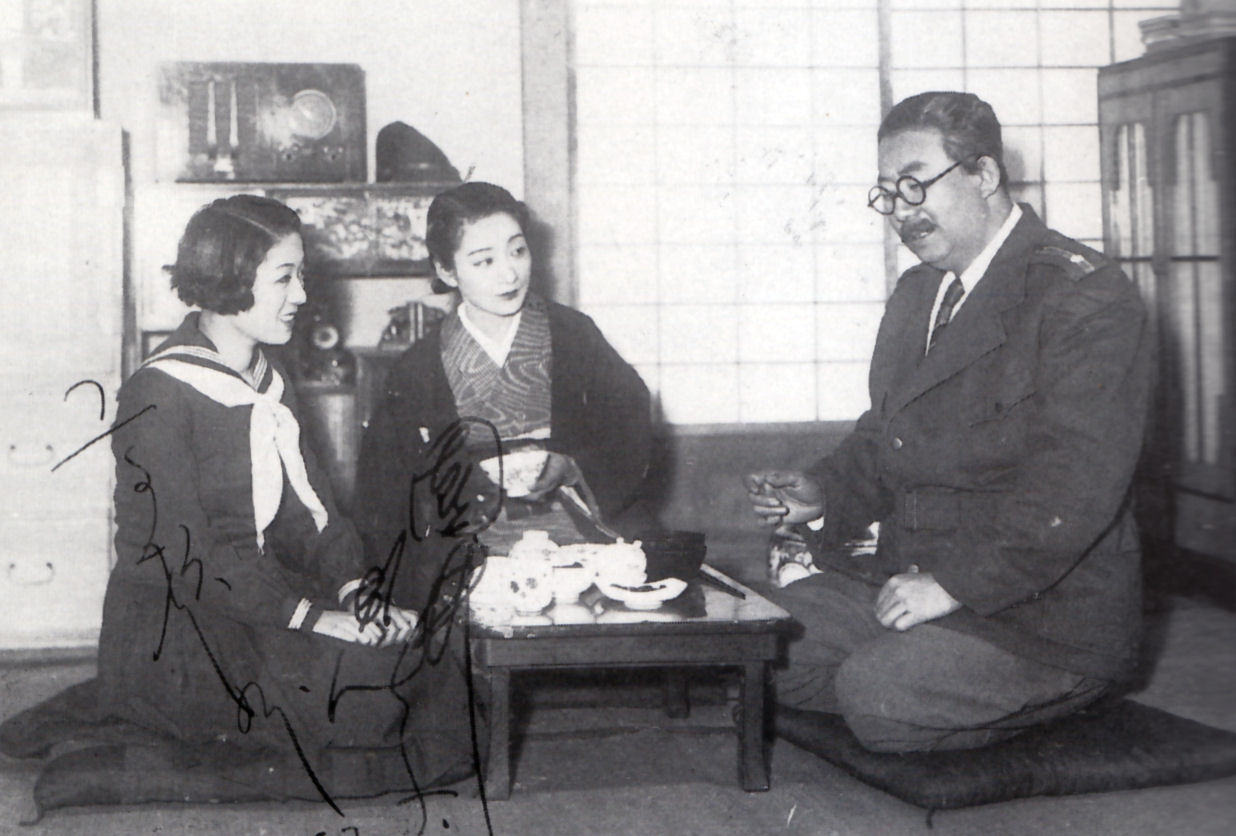
古川ロッパ一座『我が家の幸福』出演時（1942年）。左から高杉妙子、園井、古川ロッパ。

1942年1月には、東宝の高峰秀子と共に古川ロッパ一座の舞台へ客演。場所は、東京「日比谷の有楽座」で、これは東京宝塚劇場社（東宝の前身）の運営劇場だった。それでも当時、宝塚の現役生徒初の外部出演として話題となった。抜擢したのはロッパ一座の劇作も行っていた菊田一夫で、園井が宝塚で1940年に出演した『赤十字旗は進む』（菊田作）での芝居を非常に気に入っていたことによる。このころ、園井はすでに新劇への転向を志しており、吉岡重三郎（東京宝塚劇場社長）から「あなたは築地のような芝居をやりたいということですが、それも一案ですが、当分ロッパの舞台で続いてやられてはどうかと思う」との書簡を受け取っている。しかし結局、同年主演した『ピノチオ』（4～5月：宝塚大劇場、8～9月：東京宝塚劇場）を最後に、園井は宝塚を退団する。同作で脚本を担当した内海重典は、園井が主演に抜擢されたことに「驚いた」と述懐しているが、これはもともと春日野八千代に振られていた役で、園井の退団意志を知っていた春日野が劇団に掛け合い、役を譲ったのだとも伝えられている。内海重典の妻、内海明子（元宝塚歌劇団・加古まち子）によれば劇団は園井の退団に反対していたが、退職金を辞退しての強行退団であった。

### 『無法松の一生』への出演

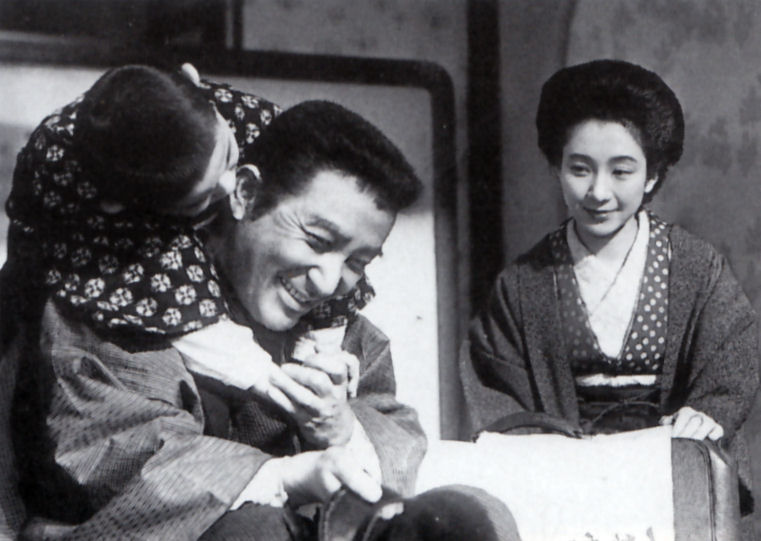
『無法松の一生』スチル。「松五郎」役の阪東妻三郎と。子役は沢村アキオ。

1943年、園井は当時最大級のスターであった阪東妻三郎の相手役・「吉岡夫人」役として、映画『無法松の一生』に出演する。吉岡夫人役には当初水谷八重子、次いで入江たか子が候補として挙がっていたが、両名の所属会社はこれを断り、代わって候補となった小夜福子も妊娠中で出演不可との返事であった。制作側は「あまり動かない役だから、ともかく一度お会いしたい」と食い下がり、後日設けられた両者の面会の場で、小夜はすでに大きくなった腹を見せた上で「私よりぴったりだと思う」と園井を紹介。このとき園井はアスピリン中毒で口周りに湿疹を生じたためマスク姿で、監督の稲垣浩が別室に連れだしてマスクを取るよう促したが、園井は「この顔を見られるぐらいなら、もうお断りします」と涙ながらに拒否し、完全な顔合わせのないまま、小夜の言葉を信じて起用が決まった。
撮影に入ると園井は顔合わせの頼りなさからは打って変わって真摯に役作りに取り組み、「松五郎」役の阪東ともども、撮影中以外にも役に入りきっていたという。この時、吉岡夫人の息子・敏雄の幼少期を子役として演じたのは沢村アキオ（のちの長門裕之）だったが、結婚するならば園井のような女性がいいと言っていた。稲垣は、その後の新作の出演も園井に打診しているが、後年、当時を振り返る際には「彼女は芸達者ではなく、芸熱心だった。役の人になりきるという基本をしっかり身につけた人だった」等と評している。
完成した『無法松の一生』は検閲により約10分間に相当するフィルムに鋏が入れられてしまったが、稲垣が「こんなにほめられていいのかしらと思うぐらい」の好評を博し、園井の名も映画スターとして一躍全国区のものとなった。当年の興行収入ランキングでは黒澤明の初監督作品『姿三四郎』を上回り、『伊那の勘太郎』に次ぐ第2位の成績を挙げた。稲垣は試写後の手紙で「何か貴女に適当な役があった場合は、また飛んでいくかも知れません。映画にはこりごりでも、せめて僕のモノには出てほしい」と綴っている。園井自身はのちに「『無法松』のときは初めてで、お相手の方もずいぶん歯がゆくお思いになったでしょうと、恥ずかしくてたまらない」と自省し、稲垣監督、宮川一夫撮影で再度映画に出演することを願っていたという。なお、後に稲垣は映画『乞食大将』の主演に園井を推薦し、また『無法松－』の演技に感心した山本嘉次郎も脚本用意の上で起用を図ったが、いずれも出演は実現しなかった（#逸話）。
『無法松－』のあと大映は園井に専属契約を持ちかけたが、園井は「当分、苦楽座の人たちと舞台の修行をしたい」としてこれを断った。なお、1943年4月のもので、東宝との契約交渉についての手紙も残されており、東宝からは給与、出演範囲の提示、苦楽座や映画への出演は自由、といった具体的な条件が示されていたが、園井は後援者である中井志づへの手紙で給与や出演範囲についての不満を漏らしており、その後どのように交渉したか不明であるが、締結に至らなかった。

### 苦楽座・桜隊での活動

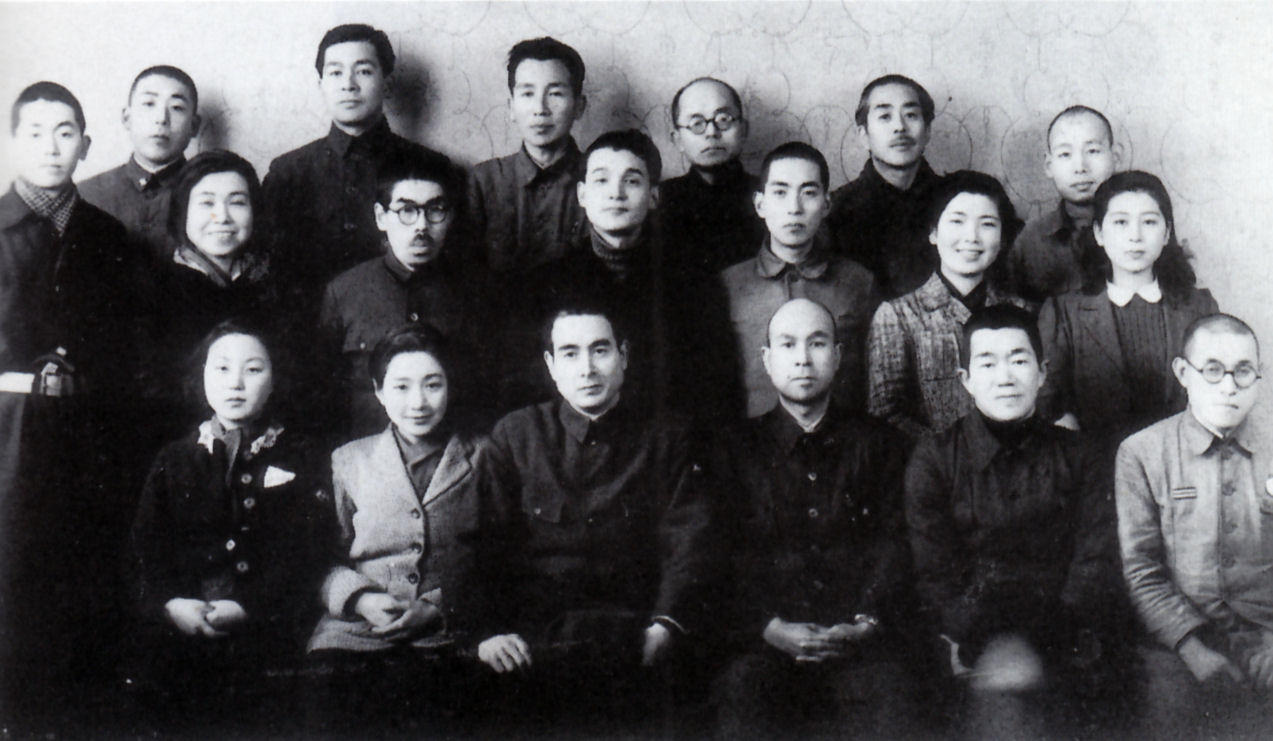
1945年1月、富士フイルム足利工場公演における桜隊記念写真。前列左より島木つや子、園井恵子、永田靖、某、丸山定夫、某。中列左より仲みどり、八田元夫、多々良純、池田生二、利根春江、江守純子。後列左より高山象三、某、鉄一郎、遠山義雄、水谷三重三、土方浩平、某。「某」は工場関係者。太字は広島での被爆者。

苦楽座は園井が宝塚を退団する約2カ月前の1942年7月8日に、高山徳右衛門、丸山定夫、藤原鶏太、徳川夢声によって結成された。同年12月3日から旗揚げ公演を行い、園井はここで上演された3本の芝居のうち『玄関風呂』（尾崎一雄原作）に出演。以後苦楽座公演に継続して参加した。1944年には丸の内邦楽座での本公演および関西地方への巡業で舞台版『無法松の一生』が上演され、園井は映画同様吉岡夫人役を演じた。
この巡業は12月に終了したが、このころ東京への空襲が激しさを増しており、苦楽座幹部は活動困難とみて年末もしくは年明けに解散を決定した。その後、幹部のひとりであった丸山定夫が地方慰問を目的とした新たな劇団設立を提案。園井を含む12名がこれに賛同し、団員13名、スタッフ4名の計17名をもって「苦楽座移動隊」が結成され、日本移動演劇連盟に加入した。移動隊は『獅子』公演のため、岩手県盛岡市の繋温泉で稽古合宿を行ったが、この最中に新しい劇団名をという提案があり、暫定的に「桜隊」となった。この名が正式名称となるのは、同年6月に広島へ赴いてからのことである。
以後1月末から3月にかけて、『獅子』と『太平洋の防波堤』をもって関東、次いで広島へ巡演する。関東では工場慰問が主だったが、広島では病院で傷病兵の慰問も行った。3月4日に東京へ戻ったが、同10日の東京大空襲で府下の主だった劇場は焼滅、桜隊の面々も焼け出された。日本移動演劇連盟は、もはや都市を巡演する公演形態は不可能と判断し、所属各劇団を全国各地に疎開させ、それぞれに常駐して公演を行わせることを決定。桜隊の疎開先は広島県広島市と決まった。隊長の永田靖と丸山定夫が中国以西の地域に通じていたこと、また、先に広島市で公演を行った際、多くの観客から好評を得たことが都市選定の要因だったともされる。しかし、広島は軍都として有名だったにもかかわらず、未だ目立った空襲がなく却って危険視されていた場所で、この決定は桜隊内部の動揺を誘った。同年4月に園井が中井志づに送った手紙にも、広島行きを断ろうとしたが、主張しきれなかったという内情が綴られている。
桜隊は6月22日に広島に到着。これに先立ち隊長の永田靖と多々良純が徴兵のため劇団を離れており、所属者はスタッフを含めて14名であった。以後桜隊は『獅子』『山中暦日』『日本の花』の三本をもって広島から山陰地方を巡演。その最中に丸山が肋膜炎を発症したため、後を吉本興業系の移動劇団「珊瑚座」に託し、予定より早く広島に戻った。これが桜隊最後の公演活動となり、園井は苦楽座旗揚げ公演からの全公演に参加したことになった。
広島へ戻ったのち、池田生二が空襲に遭った沼津に残した家族の安否確認のため離脱。ほか3名が先の見通しに不安を覚えて帰京。さらに劇団事務長の槙村浩吉も俳優補充のため一時帰京し、園井を含む9名が広島市堀川町99番地の事務所に残された。園井は8月2日ごろより、兵庫県神戸市の中井義雄、志づ夫妻のもとで静養。劇団の召集日前日だった5日までそこで過ごしたのち、広島に戻った。

### 広島への原爆投下 - 死去
園井が神戸から戻った翌日の8月6日午前8時15分、アメリカ軍占領下のテニアン島基地より飛来したB-29爆撃機「エノラ・ゲイ」が広島上空で原子爆弾を投下。そのとき桜隊の面々は朝食を終えて各自の部屋に戻っており、園井は中井家からの持参品を皆で食べようと、盆を手に廊下を歩いていた。
爆発の衝撃により園井は廊下から庭に放り出されて気を失ったが、すぐに意識を取り戻す。下敷きになっていた壁から這い出すと、近くに高山象三（高山徳右衛門の息子）も倒れていた。高山は足先に軽傷、園井は全くの無傷であり、ふたりは約1km離れた比治山へ避難した。ほかに丸山定夫はひとり比治山に向かったが、途中で倒れてトラックに拾われ、傷病者の臨時収容所に運び込まれた。また、仲みどりも自力で事務所から脱出したが、すぐに体調が悪化し、京橋川の水中で難儀していたところを船舶部隊に救助され、のち東京に帰され東京帝国大学付属病院に入院した。ほかの隊員5名はこの時点で行方不明となり、後日、崩壊し全焼した事務所跡から白骨となって発見された。なお、爆心地は事務所から西方約750メートルの位置であった。

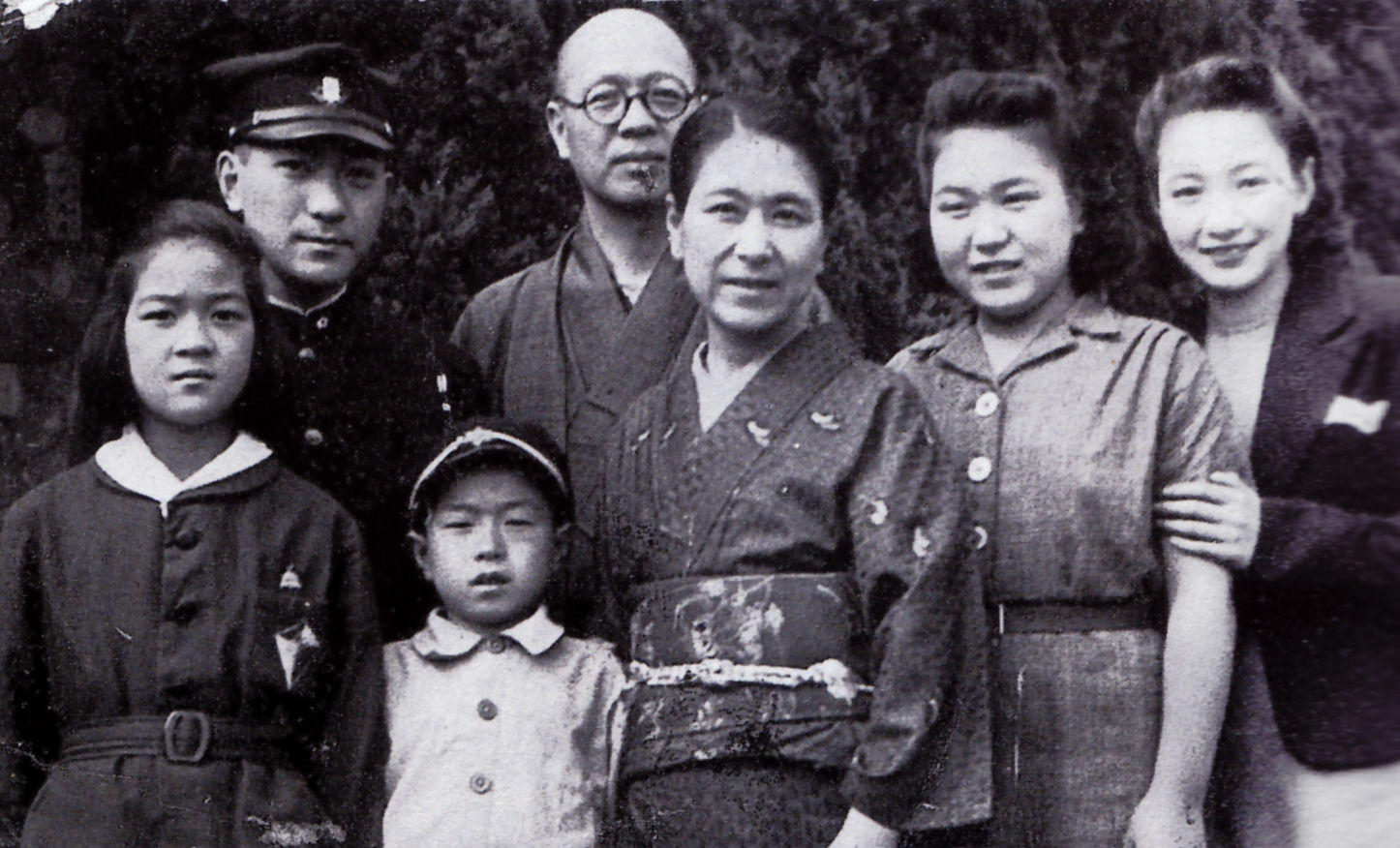
1943年、中井家の人々と。右から園井、中井美智子、志づ、義雄。

比治山で一夜を過ごした園井と高山は、翌日に海田市町（現海田町）の知人宅へ赴き8日昼まで過ごしたのち、鉄道が復旧したことを知って神戸に戻り、中井夫妻と再会した。このときの園井は、顔も服も薄汚れ、足元は地下足袋と男物の短靴を片方ずつ履いた「乞食のような姿」で、志づが一見して園井とは分からなかったほどだったという。後年、志づが稲垣浩に送った手紙によれば、園井は「母さん、助かったのよ、助かったのよ」と言って志づに抱きつき、周囲も安堵し喜びあっていた。
翌日から園井は衰弱著しかった高山の看病に当たったが、そのうち自身にも放射線障害の兆候があらわれはじめた。8月15日に終戦が伝えられると、園井の安否を気づかい中井家を訪れていた内海明子（宝塚の後輩、芸名：加古まち子。脚本・演出家の内海重典と結婚）に、「これで思いっきりお芝居ができるわ」と話し、目を輝かせていたという。17日には母・カメに宛てて近況報告と向後の再起を誓う手紙を出したが、これが絶筆となる。
しかし園井の容体は悪化し、18日夜頃に少々の髪が抜けはじめ、高熱を19日に発し、その後、皮下出血、下血といった放射線障害の症状が次々と顕在化し、急激に衰弱。この19日に八田元夫が園井の居所を探り当てて訪ねてきた。このとき園井はガンさん（丸山定夫）の安否を知りたがったが、返事に窮する様子から亡くなったことを悟ったようだった。
20日には園井は床につき動くことができなくなった。同日、高山象三が死去。翌21日、内海明子が氷で冷やしたガーゼを園井の顔に当てた際、「あー、気持ちいいわ」と呟いたのが最後の言葉となる。同日夕刻、内海重典が宝塚歌劇団からの退職金を枕元に届ける。園井はそれを眼前にかざしたがすぐに意識を失い、中井夫妻、内海夫妻、象三の様子を見に来ていた高山夫妻、桜隊演出家の八田元夫が見守る中で息を引き取った。満32歳没。16日には厳島で丸山定夫が、24日は東京で仲みどりが死去し、桜隊で被爆した9名全員が1カ月以内に命を落とす結果となった。
園井の遺体は翌日荼毘に付され、9月1日に合同の告別式が行われたのち、岩手県盛岡市内の恩流寺に葬られた。1952年には東京都目黒区の五百羅漢寺に桜隊の原爆殉難碑が建立され、1959年には広島市の平和大通りにも同様のものが建立された。五百羅漢寺の碑には隊員の遺骨も少量ずつ納められている。

### 殿堂入り
2019年5月、「宝塚歌劇の殿堂」の顕彰者に加えられた。2014年の宝塚歌劇100周年時の100人、2016年の4人に続く、105番目の「殿堂入り」となった。5月31日より宝塚大劇場内の「宝塚歌劇の殿堂」において、遺品の扇子や小林一三からの手紙、舞台出演時の写真などが展示された。

## 人物

### 芝居についての評価

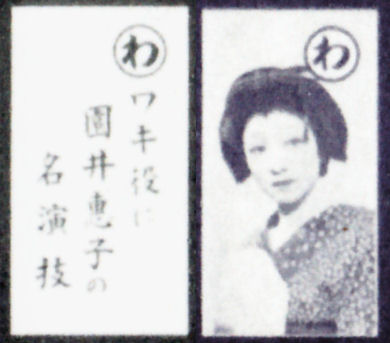
『宝塚グラフ』1937年12月号掲載「宝塚いろは歌留多」。「ワキ役に 園井恵子の 名演技」。

宝塚歌劇では喜劇的な役どころが多く、「二枚目半として宝塚随一」、「三枚目の大御所」といった評があった。しかし『歌劇』編集長の丸尾長顕によれば、当時のタカラジェンヌは三枚目といわれることを嫌がり、園井も「自分の三枚目は二枚目に近いと言われる」と言っては得意がり、自分を慰めているふしがあったという。
演出家の久松一聲はその演技を評し、「宝塚の舞台に粉黛を装う若人幾百、芸達者、なんでも来いは数あるが、滋味で目立たぬほどの演出の中に、底力のこもった、しかし品位を失わぬ演技は、はなはだ少ない。その少ない中の一人に数えられるのが園井恵子である」と評した。また菊田一夫は『文芸朝日』の宝塚50周年特集において、園井以後その演技力を凌ぐ者はひとりも出ていないとした。当時から「宝塚的」な芝居ではなかったとされ、鈴木彦次郎は後に新劇への転向を伝え聞いて「芸風からいって、私はそれが当然だと思ったし、その道へ進んでこそ、彼女の天分がフルに開花すると期待していた」と述べている。
稽古熱心で知られ、宝塚時代に『ライラック・タイム』に出演の際、宿舎裏で夜ごとの自主稽古に熱中するあまり川に落ち、大声で助けを呼んだが、稽古の声と勘違いされて誰も助けにこなかったという逸話がある。苦楽座においても「新劇のリアルな基礎的訓練を欠いて」いることを自覚し、昼夜を分かたずひとり稽古に励んでいたという。稲垣浩も園井を「芸熱心」と評したことは上で述べた。また、中井夫妻への手紙の中では「あの人は自分の欠点を自分でよく知っていました。そして、映画ではその欠点が現れるものだ、ということもよく知っていました。あの人ほど自分の芸に大きな自信を持ちながら、自分の芸に臆病な人はいない、と思いました」と綴っている。

### 身体上の特徴

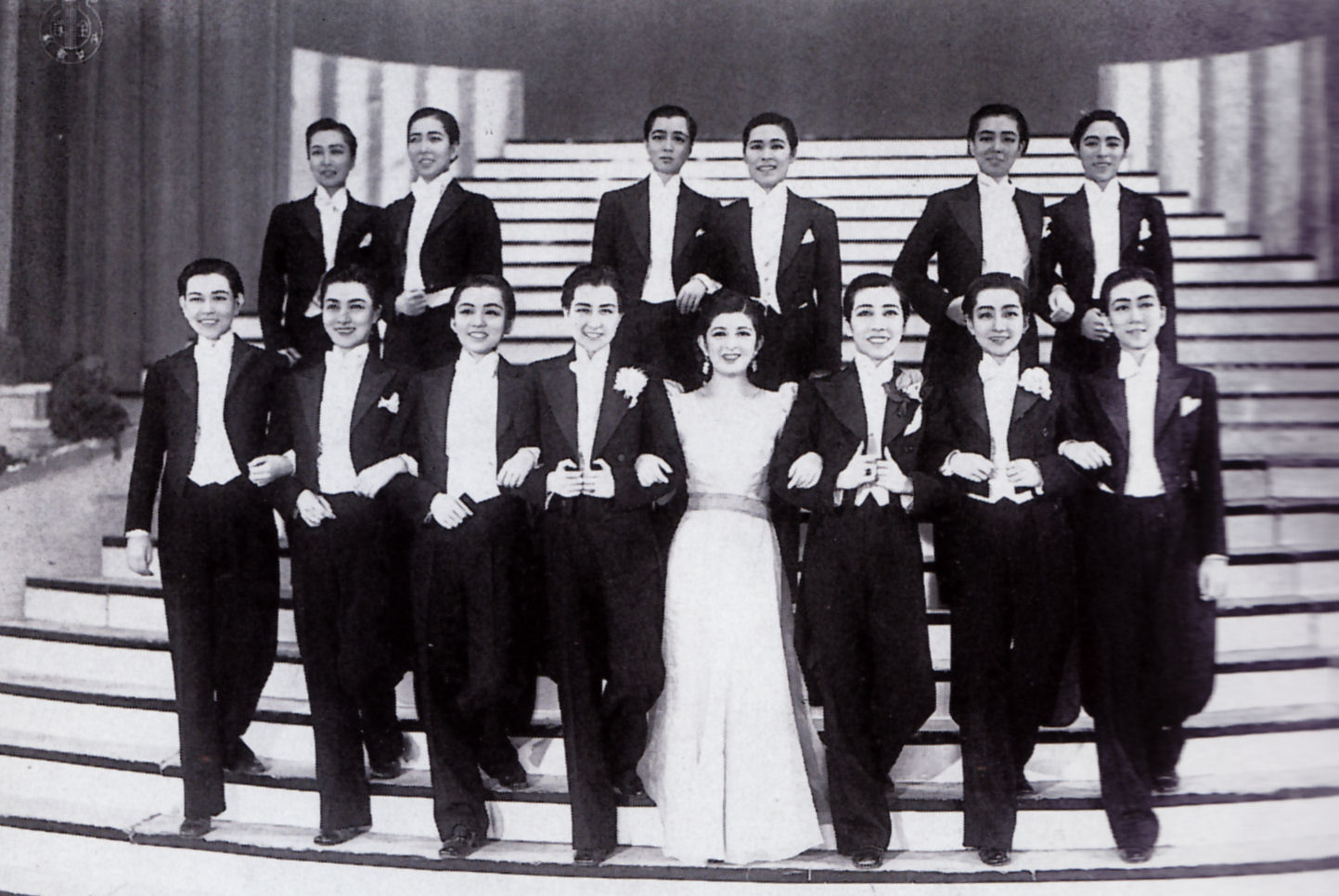
愛読者大会・宝塚行進曲（1939年）にて。右から2番目。同5番目に春日野八千代。

身長は155cm。当時でも男役としてはやや小さく、反対に娘役としてはやや大きいという具合で、園井自身「結局三枚目か、老け役なんかが私には向いている」と自己評価している。
また、「チカメ」と呼ぶ者があったほど非常に強い近視であった。本人はその度合を10度と述べており、最強度近視に相当する。知人でもすぐそばに来るまで判別できないというほどだったが、眼鏡を外した際、しきりに瞬きをしている様子が三枚目として彼女独特の飄逸味を生んでいるという評もあった。

### 交友

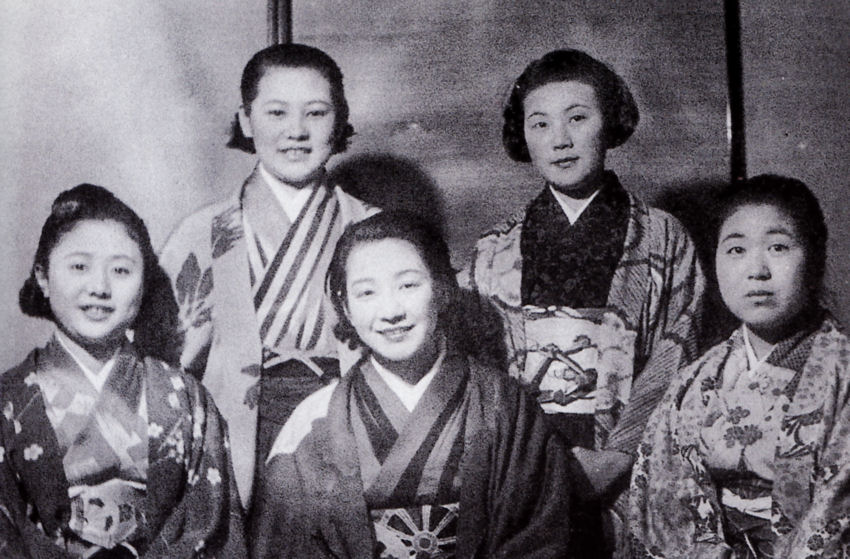
宝塚時代。左より乙羽信子、輝藍子、園井、加古まち子、中井美智子。

宝塚時代、特に親しかったのは同期生の社敬子や桜緋紗子であった。また、後輩の加古まち子（内海明子）は夫の内海重典いわく「園井さんを最もあがめていた一人」であり、結果として最期を看取ることにもなった。また、園井は最期の床で、自身が使用していた鬘を春日野八千代に託すよう頼み、春日野は1946年に出演した『人魚姫』でその鬘を着用した。
園井の方が私淑したスターは『無法松の一生』出演のきっかけも作った小夜福子で、「あなたの舞台は小夜に似ている」と一言言えば、何でもくれてしまうほど機嫌がよくなったといわれる。また女学生時代から「姐御女優」として知られた伏見直江の大ファンで、しばしば伏見の真似をしていたという。
園井が「六甲のお母さん」と呼び慕い、最期まで頼った中井志づは小樽高等女学校の先輩であった。夫の中井義雄も小樽商工学校出身で、当時神戸製鋼に勤務しており、のちに系列会社の神鋼電機社長を務めている。園井が東京滞在時に世話を受けていた河崎なつは小樽高女の元教員で、志づの紹介により知遇を得、ひとかたならぬ影響を受けていたという。桜隊事務長だった槙村浩吉は、園井から宝塚時代の話は一度も聞かなかったが河崎の話を聞かない日はなく、一挙手一投足に至るまで河崎からの教訓を守っていた、と述懐している。また、東京滞在時には元議員で食の大家としても知られた木下謙次郎の世話も受け、養女にと望まれたほど気に入られていた。
園井に恋人がいたかどうかは定かではないが、北海道の牧場主との縁談があったされる。社敬子によれば、音楽歌劇学校時代には声楽を担当していた須藤五郎（後に日本共産党参議院議員）に憧れていたが、須藤が思想問題で検挙されてからは園井が話をすることはなくなったという。

### 信仰
同時代に谷口雅春が創始した右派宗教団体・生長の家の信者であった。桜緋紗子にも生長の家の典籍『生命の実相』を読むよう勧め、しばしば人生・人間論を語り、それはときに2時間以上に及ぶこともあったという。桜は芸能界から引退後に出家して小笠原日凰を称し、日蓮宗の門跡寺院・瑞龍寺の第十三世門跡となったが、「宗教的な縁のきっかけは、ハカマからだったかもしれない」と述べている。また、宗教的信仰とは異なるが、父・清吉から口伝された「極楽は地獄の底を突き破ったところにある」という言葉を座右の銘とし、清吉が病没してからは1日1回必ず口ずさんでいたといわれる。

## 逸話

### 宝塚時代の金銭的苦境
宝塚歌劇には裕福な家の子女が多かったが、袴田家にはそれほどの余裕がなく、宝塚時代初期の園井は金銭的に窮乏していたとされる。小林一三の随筆によれば、宝塚音楽歌劇学校に入る前、園井は「自分は親兄弟を養わなければならないが、歌劇に入ったら幾らもらえますか」と音楽歌劇学校の舎監に尋ねていたといい、予科生時代には、他の生徒が親からの仕送りを受けるなか、園井は劇団から毎月支給される15円をやりくりして生活していた。本科生となった1930年には父・清吉が倒産した薪炭会社の連帯保証人となっていたため破産、一家は園井を頼って宝塚に移り住み、園井は病弱の清吉に代わり、宝塚大劇場に職を得た妹と共に一家の生活を支えていかなければならなかった。1935年、その苦境を知った小林一三は、親孝行と努力を褒賞する手紙と共に100円を渡し、園井を激励した。

### 幻の映画出演
『無法松の一生』のあと、大映において松田定次監督で『乞食大将』の製作が決まった際、女主人公の配役が難航していた。たまたま大映企画部に顔を出した稲垣浩がこの話を聞いて「園井さんがいいんじゃない」と推薦し、片岡千恵蔵らもこれに同意。さっそく出演依頼のため園井を探したが、すでに桜隊の巡業に出た後で、巡業先も掴むことができず、結局主人公は中村芳子に回された。
また、山本嘉次郎も園井を主役に起用しようとしていた。『無法松の一生』での園井の芝居に感心した山本は、園井への当て書きの脚本を用意した上で出演交渉を図ったが、当時園井は東京にいたものの、桜隊所属だったことから住所を把握している者が少なく、居場所を突き止められないまま2か月が過ぎた。あきらめかけた山本は原節子に役を振り替えようとしたが、ちょうどそのころ園井が「空襲の激しいときに長い旅行（巡業）をするのは嫌だから、何か映画出演の口はないか」と東宝撮影所を訪れる。事務は「今は特にない」断ってから、山本に「園井恵子さんが見えてますが、何かご用はありませんか」と確認に来た。山本は「ありませんかどころじゃない」と大あわてで園井に会おうとしたが、すでに園井は撮影所を後にしており、結局掴まえることはできなかった。園井はその夜に再び桜隊の巡業に出、山本はやむなく原節子を起用することになったが、この映画『快男子』は撮影中に終戦を迎えたため破棄された。
戦後、山本は「たった5分の違いで、あたら天下の名優二人を殺してしまった」と妻・千枝子に事の顛末を語ったが、その出来事があった当時、千枝子は仕事の打ち合わせのため、園井が東京で寄宿していた河崎なつ宅を毎日のように訪れており、園井とも頻繁に顔を合わせていた。園井のファンだった千枝子は「ほんとうに惜しいともなんとも……なぜひとこと言ってくださんなかったんでしょうね」と恨み言を漏らしたといい、山本は「運、不運などというものをこのときぐらいつくづくと、恐ろしく思ったことはない」と述懐している。

### 手塚治虫への影響
手塚治虫の育った家は兵庫県宝塚市にあり、タカラジェンヌも何人かが住むため「歌劇長屋」とも称される家並びのうちにあった。手塚の記憶では園井はこの家並びのはずれに住んでいた。漫画『リボンの騎士』は、"完全な宝塚のノスタルジアです "と述懐しており、宝塚の『ピノチオ』（主演は園井）の熱烈なファンで、これが『鉄腕アトム』にも影響したと推察されている。

### 平成・地元岩手への波及

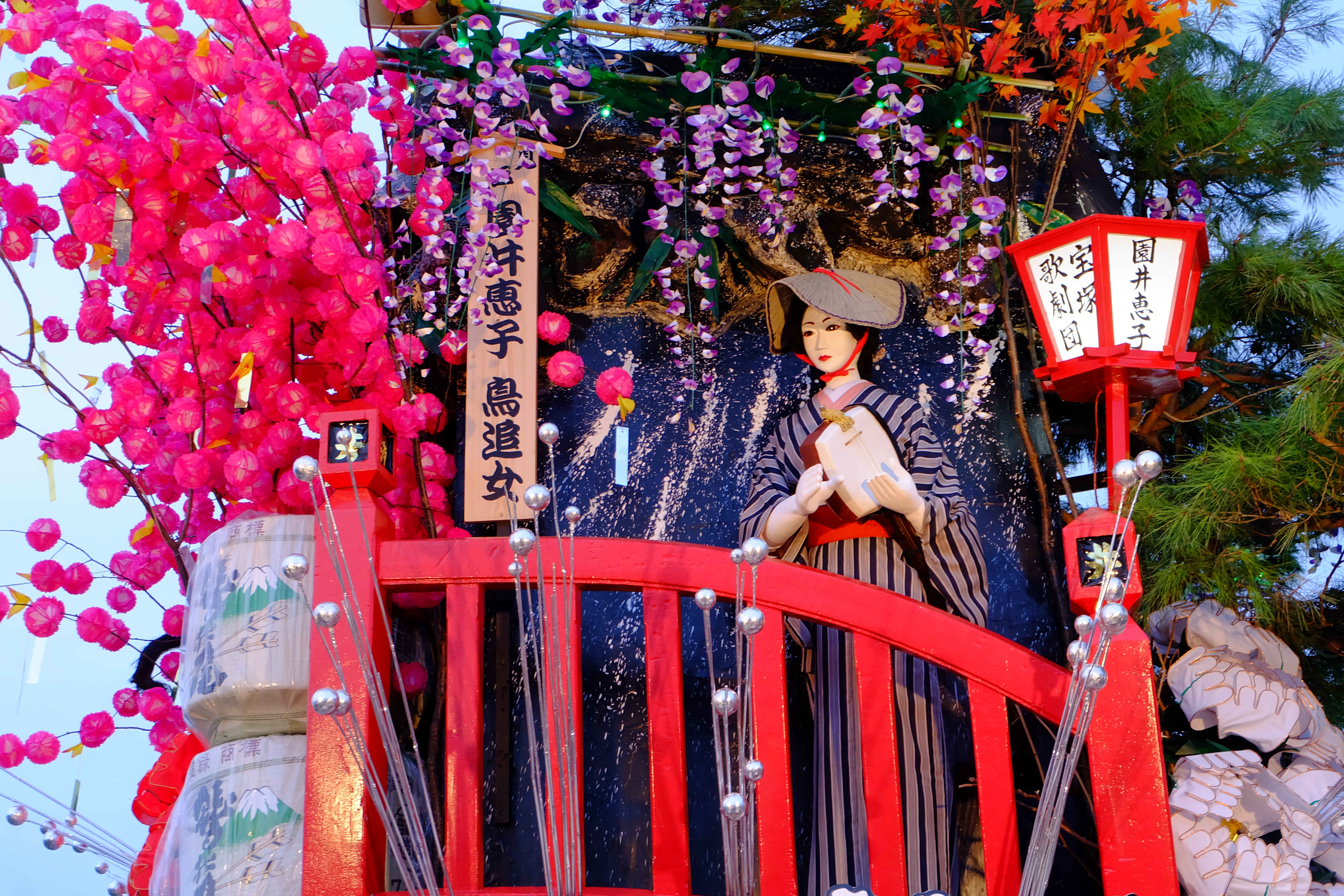
令和元年度の岩手町川口山車「園井恵子 鳥追女」

岩手県岩手町川口で毎年9月に開催される川口豊城稲荷神社「川口まつり」では、3台の南部風流山車が運行し、毎年様々な歴史上の人物や歌舞伎をテーマにした大人形を飾るが、そのうち境田・二ッ森・草桁地区が製作する「井組」では1999年より「原爆で散った未完の女優 園井恵子」と題し、園井に似せた人形に様々な着物を着せたり、太鼓を叩かせる・背景に巨大な鯉をあしらうなど、毎年趣向を変えつつ飾っている。

## 死後の顕彰
園井の没後40年にあたる1985年10月、郷里の岩手県に本社を置く民放・IBC岩手放送のラジオ番組「夏のレクイエム～女優・園井恵子と『桜隊』の記録」が放送され、後に「昭和60年度民間放送連盟賞教養番組部門最優秀賞を受賞。
1989年、岩手県松尾村は、同村創立百周年記念事業の一環として、園井の資料展や、映画『無法松の一生』、『さくら隊散る』の鑑賞会を開催。さらに、『園井恵子・資料集-原爆が奪った未完の大女優』を編纂した。
1991年8月5日、NHK『現代ジャーナル 原爆とは知らず 女優・園井恵子の戦争』放送（出演は、葦原邦子、池田生二、槙村浩吉、大沼ひろみ他）。
1994年5月18日、松尾村が園井関連も含む郷土の資料を収蔵する文化施設「ふれあい文化伝承館」を建設し、記念イベントを開催した。
園井没後50年にあたる1995年、園井が幼少期まで過ごした岩手県岩手町（旧川口村）の有志が中心となり、岩手・園井恵子顕彰会が発足した。
1996年、岩手県民会館大ホールで、流けい子（八千代環、宝塚歌劇団48期生）の事務所主催の「園井恵子メモリアルコンサート」開催。宝とも子、杜けあき、大浦みずき、宝樹芽里、森奈みはるらの出演。同年、中野ZEROホールで、園井顕彰碑建立に向けたチャリティコンサートを開催。朝香じゅん、瀬川佳英、千珠晄、真織由季らが出演した。同年8月25日、同町内外から設立費用の協賛を得て、宝塚音楽歌劇学校当時の園井の姿を形取ったブロンズ像が同町川口12-10の「岩手町働く婦人の家」敷地内に完成し、園井の母校・岩手町立川口小学校の児童らの手で除幕された。
2010年4月20日、同町で「園井恵子没後65年記念イベント実行委員会」が組織され、同年8月20日、岩手県民会館中ホールで、稔幸、森奈みはるら園井の宝塚歌劇団の後輩の元団員と広島の被爆体験者らが出演して追悼イベント「原爆に散った未完の大女優 園井 恵子—今、語り継ぐあの 瞬間（とき）」が開催。岩手町内でも、7月21日から8月22日まで、同町ゆはず交流館で、園井恵子資料展等が開催された。この模様が同年9月8日19時からIBC岩手放送のテレビ番組「今、語り継ぐあの瞬間〜原爆に散った未完の大女優・園井恵子」（55分）として放送された。
2013年7月22日、兵庫県宝塚市の「ソリオホール」で、新藤兼人監督の『さくら隊散る』と、1936年当時の園井の舞台映像を収めたフィルム『パリアッチ』が上映され、後援者だった中井美智子ほか関係者のトークが行われた。
前述の通り、2019年、古巣・宝塚歌劇団の「宝塚歌劇の殿堂」の選考で殿堂入り。殿堂入りしたタカラジェンヌの中で、園井は最年少の物故者、かつ唯一の戦災死した人物となった。

## 出演映画
- 『軍國女學生』（1938年、宝塚映画）
- 『山と少女』（1938年、宝塚映画）
- 『雪割草』（原作/白井鐵造、1939年、宝塚映画）
- 『南十字星』（1941年、宝塚映画）
- 『無法松の一生』（1943年、大映）

## 関連作品
評伝・伝記・ノンフィクション
- 江津萩枝『櫻隊全滅 - ある劇団の原爆殉難記』 未來社、1980年1月刊 - ノンフィクション
- 千和裕之『流れる雲を友に 園井恵子の生涯』 パブフル、2020年7月刊 - 評伝、伝記、ノンフィクション
- 千和裕之『園井恵子　原爆に散ったタカラジェンヌの夢』 国書刊行会、2023年4月刊 - 評伝、伝記、ノンフィクション

映画
- 新藤兼人監督『さくら隊散る』 1988年制作 - 江津の上記著作をもとに制作。未來貴子が園井を演じた。
- 大林宣彦監督『海辺の映画館―キネマの玉手箱』 2020年公開 - 常盤貴子が園井を演じた。

戯曲
- 井上ひさし作『紙屋町さくらホテル』 1997年初演。新国立劇場開場記念公演 - 園井役は初演は三田和代。幾度か再演されており娘役だが宝塚OG森奈みはるも園井を演じた。